# شریک بن جدیر
شَریک‌بن جَدیرتَغْلبی از یاران نزدیک علی بن ابی طالب بود و تا آخرین لحظه حیات او در کنار او بود و در جنگ صفین یکی از چشمانش را از دست داد. پس از قتل علی به بیت‌المقدس سفر کرد و در آنجا اقامت جست. نام پدر او را جزیم نیز گزارش کرده‌اند.

## در قیام مختار
قیام مختار ثقفی سبب شد تا او خود را به کوفه برساند و در سپاه مختار مشارکت کند. او یکی از فرماندهان سپاه ابراهیم بن مالک بود که براساس نقل طبری با سیصد نفر از یاران خود بیعتی موسوم به بیعت مرگ کردند. بیعت مرگ یعنی تا کشته نشدن فرد، به دشمن پشت نخواهد شد. برای او و همراهانش به جهت همین بیعت، شجاعتی وصف ناپذیر در جنگ گزارش شده‌است. او را در این جنگ به عنوان فرمانده سواره‌نظام ربیعه خطاب کرده‌اند. افراد زیادی را به عنوان کشته شده به دست او گزارش کرده‌اند. او در این جنگ حصین بن نمیر فرمانده سپاه ابن زیاد را به قتل رساند. بنابر گزارش‌هایی او قاتل ابن زیاد بوده‌است. خود او نیز در این جنگ که به سال ۶۷ ه‍.ق رخ داده بود، کشته شد.